# دوري الدرجة الأولى الروماني 1954
دوري الدرجة الأولى الروماني 1954 (بالرومانية: Divizia A 1954)‏ هو الموسم 37 من  دوري الدرجة الأولى الروماني. أقيم خلال الفترة 21 مارس 1954 وحتى 24 نوفمبر 1954، وأشرف على تنظيمه اتحاد رومانيا لكرة القدم، وكان عدد الأندية المشاركة فيه  14، وفاز فيه يو تي أي أراد بعد أن لعب 26 مباراة وفاز بـ 15 منها.

## نتائج الموسم
| المركز | فريق          | لعب | ف  | ت | خ | له | عليه | ف.أ | نقاط | ملاحظة |
| ------ | ------------- | --- | -- | - | - | -- | ---- | --- | ---- | ------ |
| 1      | يو تي أي أراد | 26  | 15 | 5 | 6 | 37 | 29   | +8  |      |        |